# والاسيا

والاسيا هي مجموعة من الجزر داخل المنطقة الحمراء. خط ويبر بالأزرق

والاسيا أو والاكيا (بالإنجليزية: Wallacea)‏ هي تسمية لمجموعة بيوجغرافية تتكون بشكل رئيسي من جزر إندونيسية مفصولة بمضائق المياه العميقة عن الجروف القارية لآسيا وأستراليا. تتضمن والاسيا سولاويزي وهي أكبر جزيرة في المجموعة وكذلك لومبوك وسومباوا وفلوريس وسومبا وتيمور الشرقية وهالماهيرا وبورو وسيرام والعديد من الجزر الصغيرة. جزر والاسيا تربط بين ساندالاند (في شبه جزيرة الملايو وسومطرة وبورنيو وجافا وبالي) إلى الغرب وأوقيانوسيا الدنيا بما في ذلك أستراليا وغينيا الجديدة إلى الجنوب والشرق.

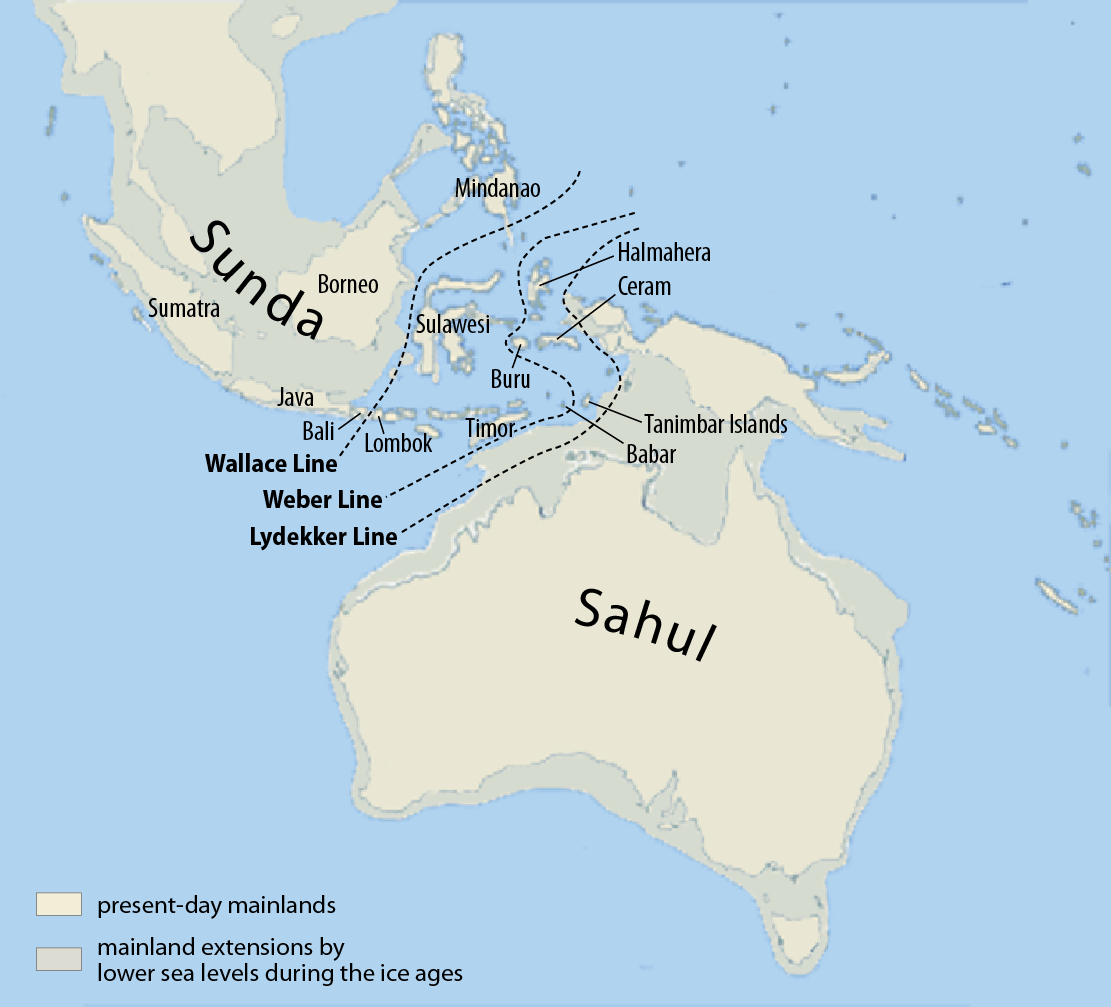
الحواف القارية لسوندا وسوهول ووالاسيا هي المنطقة بينهما

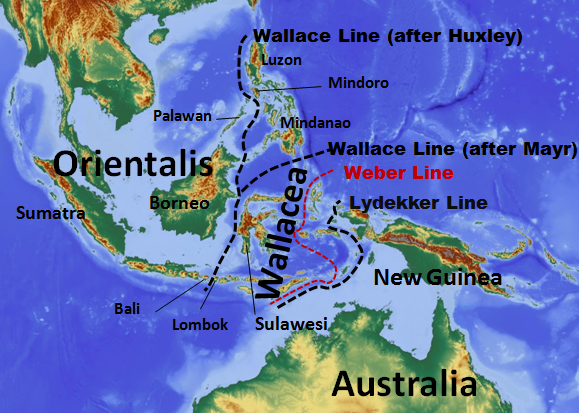
خريطة والاسيا، يحدها خط والاس وخط ليدكير

## الجغرافيا
يتبع الحد بين السوندا ووالاسيا خط والاس، المسمى على اسم عالم الطبيعة ألفريد راسل والاس الذي سجَّل الاختلافات بين الثديّيات والطيور الموجودة بين الجزر على جانبي هذا الخط. تتشارك جزر السوندا الموجودة على الغرب من الخط، المشتملة على سومارتا وجافا وبالي وبورنيو، المجموعة الحيوانيّة الثديّية مع تلك الموجودة في شرق آسيا، والتي تشمل النمور والقردة ووحيد القرن، بينما الثديّيات الموجودة في لومبوك والمناطق الممتدة باتجاه الشرق تسكنها الجرابيات والطيور المشابهة لتلك الموجودة في المنطقة الأستراليّة الآسيويّة. تظهر سولاوسي علامات لكليهما.
خلال العصور الجليديّة، كانت مستويات البحور منخفضة، مما يعرِّض جرف السوندا الذي يربط جزر السوندا ببعضها وبقارة آسيا، وتسمح لحيوانات آسيا البريّة بالإيواء في تلك الجزر. تحتوي جزر والاسيا على القليل من الحيوانات البريّة، والطيور البريّة، وأسماك المياه العذبة من الأصل القاريّ، والتي تجد صعوبة في عبور المحيط المفتوح. كانت الطيور والزواحف وأنواع الحشرات أفضل في عبور المضايق، كما وجدت العديد من الأنواع الأستراليّة والآسيويّة الأصل هناك. كانت نباتات والاسيا آسيويّة الأصل، وعلماء النبات يعتبرون السوندا ووالاسيا وغينيا الجديدة مقاطعات نباتيّة للملايا.
كانت أستراليا وغينيا الجديدة مرتبطتين بجرف قاريّ ضحل، ومرتبطين بجسر بريّ خلال العصر الجليديّ، مشكلين قارة يسميها العلماء أستراليا-غينيا الجديدة، أو ساهول أو ميجانيسيا أو بابوالاند. وبالتالي فإن أستراليا وغينيا الجديدة وجزر الآرو تتشارك ثديّيات الشقبانيات، طيور البريّة وأسماك المياه العذبة غير الموجودة في والاسيا.
يُسمى الخط الذي يفصل والاسيا عن أستراليا-غينيا الجديدة بخط ليديكير. تُعتبر الفلبين منطقة منفصلة عن والاسيا. خط ماكس ويبر هو النقطة المتوسطة حيث تُمثَّل مجموعة حيوانات آسيا وأستراليا، وتتبع المضيق الأعمق الذي يعبر الجزر الإندونيسيّة.

## الكائنات الحيّة ومحاولات الحفاظ عليها
بالرغم من أن الأسلاف الأوائل لنباتات وحيوانات والاسيا ربما كانوا من آسيا أو من أستراليا-غينيا الجديدة، تُعتبر والاسيا موطنًا للعديد من الأنواع المستوطنة. هناك مُعدَّل ضخم من الانتواع المحليّ وبالتالي أعداد كبيرة من الأنواع المستوطنة، ويساهم ذلك بصورة مهمة في التنوُّع الحيويّ في الجزر الإندونيسيّة. ولأن عددًا من الجزر انفصل عن بعضه بالمياه العميقة، هناك تنوُّع هائل في الأنواع الحيّة بين الجزر أيضًا.
تشمل أنواع المجموعة الحيوانيّة الأنوا (قزم الجاموس) من جزيرة سولاوسي والبابيروسة أو خنزير الهند. تُظهر مالوكو درجة من التشابه النوعيّ مع سولاوسي، مع القليل من الفلورا والمجموعات الجيوانيّة. تشمل الثديّيات الأصغر الرئيسات. تشتهر جزيرة سيرام بالفراشات وحياة الطيور التي تشمل ببغاء أمبونيا الملكيّ.
كانت والاسيا مليئة بالغابات، الغابات الاستوائيّة الرطبة عريضة الأوراق، مع وجود بعض المناطق الأخرى تحتوي على غابات استوائيّة جافة عريضة الأوراق. تُشكِّل الجبال المرتفعة موطنًا للغابات الجبليّة، وتشيع المانجروف في المناطق الساحليّة. طبقًا لمنظمة حماية الحيوانات الدوليّة، تُعد والاسيا موطنًا لعشر آلاف نوع من النباتات، يُشكِّل المستوطن منها نحو 1500 بنسبة 15%.
يزيد الاستيطان بين الأنواع الفقاريّة الأرضيّة، فبين الـ1142 نوعًا الموجودة هناك، يظهر أن نصفهم تقريبًا 529 مستوطن. تتميز نحو 45% من المنطقة بالغطاء من الغابات، وفقط 52,017 كم2 أي 15% منها منطقة نقية. بينما تُحمى 20 كم2 من مساحة والاسيا الكلية المقدرة بـ347,000 كم2 .
تُعتبر والاسيا موطنًا لـ82 نوع مهدد وست أنواع فقاريّة مهددة في حالة حرجة.

## المناطق الإيكولوجيّة
الغابات الاستوائيّة وشبه الاستوائيّة الرطبة عريضة الأوراق
- غابات جزيرة بورو المطيرة
- غابات هلما هيرو المطيرة (هلما هيرا وموروتاي وجزر أوبي وجزر باكان)
- غابات سيرام المطيرة (سيرام وأمبون وساباراوا)
- غابات منخفضات سولاوسي المطيرة (سولاوسي وجزر بانجاي وجزر سولا وجزر تالاود)
- غابات جبال سولاوسي المطيرة (سوالوسي)

الغابات الاستوائيّة وشبه الاستوائيّة الجافة عريضة الأوراق
- غابات جزر سوندا النفضيّة الصغرى (لومبوك وسومباوا وكومودو وفلوريس وألور)
- غابات سومبا النفضيّة (سومبا)
- غابات جزيرة تيمور النفضيّة (جزيرة تيمور وجزر بارات دايا وجزر باندت وجزر بابار وجزر ليتي)

## التوزيع بين آسيا وأستراليا
ربما تكون أستراليا معزولة بسبب البحر، ولكنها يمكن أن تمتد حيوانيًّا خلال والاسيا. يوجد مثال على أدلة تكوُّن والاسيا في موقع حفريات بلاف داونز في أستراليا الشماليّة. تُظهر بقايا الحمم البازلتيّة الاندساس المحيطيّ السابق بينما كانت أستراليا تحرث شمالًا عبر المحيط الهادئ. وفي هذا الموقع، وجدت إحدى أقدم حفريات القوارض الأستراليّة. تُشكِّل القوارض الأستراليّة معظم الحيوانات المشيميّة في القارة وتشمل أنواعًا عديدة منها جرذ القندس الضخم والفأر القافز. غزت الثديّيات الأخرى الغرب. يُعتبر نوعا الكوسكوس من سولاوسي بين حيوانات الأبوسوم الأكثر بدائيّة في العالم والشقبانيات الوحيدة في آسيا.
وسّعت الطيور مداها من وإلى آسيا. غزت الغربان والفصيلة الصُرديّة الجنوب إلى غينيا الجديدة وبعض المناطق في قارة أستراليا. كما يرجح أن الحباريات والشقبانيات استعمرت أستراليا. يسكن ببغاء الكروان المشابه للموجود في أستراليا في جزيرة كومودو في والاسيا.
توجد أنواع قليلة من الأوكالبتوس، وهي أشجار بارزة في أستراليا، في والاسيا: منها الأوكالبتوس القزحيّ في سولاوسي والأوكالبتوس الجبليّ والأوكالبتوس الأبيض في نوسا تنقارا الشرقية. وبصورة مثيرة للدهشة، لا تُشكِّل والاسيا وخط والاسيا عائقًا أمام انتشار الحلزون.